# Piridossale 4-deidrogenasi
La piridossal 4-deidrogenasi è un enzima appartenente alla classe delle ossidoreduttasi, che catalizza la seguente reazione:
piridossale + NAD+ ⇄ 4-piridossolattone + NADH + H+
L'enzima agisce sulla forma emiacetalica del substrato.